# Acanthosaura murphyi
Acanthosaura murphyi es una especie de lagarto del género Acanthosaura, familia Agamidae, orden Squamata. Su longitud hocico-respiradero es de 103,7–127,3 mm.

## Distribución
Se distribuye por Asia, en Vietnam.

## Taxonomía
Fue descrita por Nguyen, Do, Hoang, Nguyen, McCormack, Nguyen, Orlov, Nguyen, & Nguyen en 2018.
Tratamiento taxonómico
La especie aparece registrada y publicada en A New Species of the Genus Acanthosaura Gray, 1831 (Reptilia: Agamidae) from Central Vietnam. Russ. J. Herpetol. 25 (4): 259-274.